# جرالدین ریچموند
جرالدین لی ریچموند (متولد ۱۹۵۳ ژانویه ۱۷ در سالینا، کانزاس) شیمیدان و شیمی فیزیکدان آمریکایی است. ریچموند کرسی ریاست در علوم و استاد شیمی در دانشگاه اورگن (UO) است. او تحقیقات بنیادی را برای درک شیمی فیزیک سطوح و رابط‌های پیچیده انجام می‌دهد. این درک‌ها بیشتر مربوط به تولید انرژی، شیمی جوی و اصلاح محیط است. وی در طول حرفه خود تلاش کرده‌است تا تعداد و موفقیت زنان دانشمند در ایالات متحده و بسیاری از کشورهای در حال توسعه در آفریقا، آسیا و آمریکای جنوبی را افزایش دهد. ریچموند به عنوان رئیس انجمن پیشرفت آمریکا در آمریکا خدمت کرده و مدال ملی علوم ۲۰۱۳ را دریافت کرده‌است.

## تحصیلات
ریچموند در سال ۱۹۷۵ لیسانس شیمی را از دانشگاه ایالتی کانزاس و در سال ۱۹۸۰ در دانشگاه کالیفرنیا، برکلی، دکترای شیمی فیزیک دریافت کرد.

## حرفه
از ۱۹۸۰ تا ۱۹۸۵ وی استادیار شیمی در کالج برایان ماور بود. از سال ۱۹۸۵–۱۹۹۱ به عنوان استادیار شیمی، و از سال ۱۹۹۱ به عنوان استاد است. تا سال ۱۹۹۵ مدیر مؤسسه فیزیک شیمی بود. از ۱۹۹۸–۲۰۰۱ او استاد نایت هنرهای لیبرال هنرها و بین سالهای ۲۰۰۲ تا ۲۰۰۳، ریچارد م؛ و پاتریشیا اچ نوویس استاد شیمی در UO بودند. تحقیقات علمی ریچموند شامل فرایندهای شیمیایی و فیزیکی است که در سطوح پیچیده و لایه‌های مرزی از جمله خصوصیات ساختاری و ترمودینامیکی رابط‌های جامد / مایع و مایع اتفاق می‌افتد. بخش اعظم کار او از طیف‌سنجی با فرکانس جمع ارتعاش برای مطالعه سطوح و رابط‌ها استفاده کرده‌است. بررسی او در مورد این تکنیک از زمان انتشار، نزدیک به ۸۰۰ بار استناد شده‌است.
با استفاده از این تکنیک طیف‌سنجی با مخلوط H 2 O، D 2 O، و HOD، ریچموند ماهیت پیوند هیدروژنی ساختارهای سطحی و در منطقه سطحی مورد مطالعه قرار داده‌است. او همچنین چگونگی این ساختارها توسط الکترولیتها مانند نمکهای ساده هالید سدیم یا اسیدها یا پایه‌ها، و توسط سورفاکتانت‌ها آشفته می‌شوند را مطالعه کرده‌است. در بررسی رفتار آب در سطوح آبگریز، ریچموند دریافت که قطرهای ضعیف تر در یک فاز آلی برای جهت‌یابی مولکولهای آب فردی در نزدیکی رابط کارایی بیشتری دارند.
در سال ۱۹۹۷ ریچموند با تأسیس و به عنوان مدیرعامل COACh , یک سازمان مردمی مستقر در دانشگاه اورگان که کنفرانس‌های بین‌المللی را برگزار می‌کند و کارگاه‌های ساخت حرفه ای را فراهم می‌کند که با هدف افزایش تعداد و موفقیت زنان دانشمند در ایالات متحده و در بسیاری از کشورهای در حال توسعه تاکنون بیش از ۱۸٬۰۰۰ زن در کارگاه‌های ساخت حرفه ای COACh شرکت کرده‌اند.

## خدمات
ریچموند از سال ۱۹۹۹–۲۰۰۳ توسط جان کیتزهابر به هیئت آموزش عالی ایالتی اورگان منصوب شد و از سال ۲۰۰۴–۲۰۰۶ توسط فرماندار کولونگوسکی مجدداً منصوب شد. از سال ۱۹۹۸–۲۰۰۳ به عنوان رئیس کمیته مشاوره علوم انرژی پایه انرژی (BESAC) خدمت کرد. در سال ۲۰۱۴، ریچموند برای یک ترم با شروع در فوریه ۲۰۱۵ به عنوان رئیس اتحادیه آمریکا برای پیشرفت علم انتخاب شد. در سال ۲۰۱۴، وی توسط وزیر امور خارجه جان کری منصوب شد تا به عنوان فرستاده علمی برای کشورهای مکونگ خدمت کند. او توسط رئیس‌جمهور اوباما برای دوره زمانی ۲۰۱۲–۲۰۱۶ به هیئت علمی ملی منصوب شد. از سال ۲۰۱۶ به عنوان دبیر آکادمی علوم و علوم آمریکا فعالیت داشته‌است.
ریچموند مدیر برنامه تحقیقاتی بودجه NSF برای دانشجویان کارشناسی (REU) در دانشگاه اورگان است. این برنامه در سال ۱۹۸۷ آغاز شده و یکی از طولانی‌ترین برنامه در حال اجرا REU در ایالات متحده است. در ۳۰ سال برنامه REU، میزبان بیش از ۳۶۰ دانش آموختگان از سراسر کشور است که ۹۰٪ آنها به تحصیلات تکمیلی ادامه می‌دهند.

## افتخارات
- ۲۰۱۸ مدال Priestley از انجمن شیمیایی آمریکا[۲۱]
- مدرک دکترا افتخاری سال ۲۰۱۷، دانشگاه ایالتی کانزاس[۲۲][۲۳]
- مدرک دکترا افتخاری سال ۲۰۱۷، انستیتوی فناوری ایلینویز[۲۴]
- جایزه طیف‌سنجی پیتزبورگ ۲۰۱۴ انجمن طیف‌سنجی پیتسبورگ[۲۵]
- ۲۰۱۳ مدال ملی علوم[۲۶][۲۷][۲۸] برای "کشف برجسته او از ویژگی‌های مولکولی آب؛ و برای تلاشهای خارق العاده وی در ایالات متحده و سراسر جهان برای ترویج زنان در علم "
- ۲۰۱۳ جایزه دیویسون-ژرمر برای "روشن شدن ساختار مولکولی و سازماندهی رابطهای مایع مایع و هوای مایع با استفاده از طیف سنجی نوری غیرخطی"[۲۹]
- ۲۰۱۳ جایزه چارلز لاتروپ پارسونز از انجمن شیمی آمریکا، "برای خدمات عالی ممتاز به شیمی[۳۰]
- عضو ۲۰۱۱، آکادمی ملی علوم[۳۱]
- همکار سال ۲۰۱۱، انجمن شیمیایی آمریکا[۳۲]
- جایزه جوئل هنری هیلدبرند در سال ۲۰۱۱ از انجمن شیمیایی آمریکا، «برای برنامه‌های پیشگام از طیف‌سنجی نوری غیرخطی و مدل‌سازی سطوح مایع و درک جدید حاصل از ساختار آب و پیوند در رابط‌های مایع.»[۳۳]
- جایزه بومم-میکلسون 2008[۳۴]
- همکار ۲۰۰۸، انجمن زنان در علم[۳۵]
- همکار سال ۲۰۰۶، آکادمی هنر و علوم آمریکا[۳۶]
- جایزه شورای تنوع تحقیقات شیمیایی 2006[۳۷]
- ۲۰۰۴ مدال اسپیرز از انجمن سلطنتی شیمی انگلیس[۳۸]
- همکار سال ۲۰۰۳، انجمن آمریکایی برای پیشرفت علم[۳۹]
- ۲۰۰۱ جایزه دانشمند برجسته اورگان، آکادمی علوم اورگان[۴۰]
- جایزه ریاست جمهوری ۱۹۹۷ برای تعالی در علم و مهندسی مربیگری[۴۱]
- ۱۹۹۶ مدال فرانسیس P. گاروان-اولین از انجمن شیمیایی آمریکا[۴۲]
- سال ۱۹۹۳، انجمن فیزیکی آمریکا، «برای کمکهای اصلی در فهم دینامیک در رابط‌های انجام شده توسط برنامه‌های نوآورانه پدیده‌های نوری غیرخطی».[۴۳]
- جایزه طیف‌سنجی انجمن کوبلنتز 1989[۴۴]